# Julia Álvarez Resano
Julia Álvarez Resano (Villafranca, Navarra, 10 d'agost de 1903 - Mèxic, 19 de maig de 1948) va ser mestra, advocada i política socialista navarresa, primera governadora civil espanyola, exiliada del franquisme.

## Biografia
Filla de Francisco Álvarez Bretos i Nemesia Resano Navarro, que van tenir quatre fills, Leonor, Miguel, Carmen i Julia. El pare era responsable de la presa del riu Aragó entre Marcilla i Villafranca, sense problemes econòmics.
Amb només 26 anys havia obtingut els títols de Magisteri i Dret, sent la "número u" en les oposicions del magisteri de 1923. Va estar a diverses escoles fins a instal·lar-se en la de la seva localitat natal, on era considerada una dona activa, valenta i molt intel·ligent per les seves alumnes.
Va començar militant en el Partit Radical Socialista i posteriorment va ser membre del Partit Socialista Obrer Espanyol. Va realitzar mítings per la Ribera des de maig de 1931, encara que les dones no tenien encara reconegut el dret de sufragi. A Villafranca va ser secretària general de l'agrupació socialista. El 25 de setembre de 1932 el PSOE li va rendir allí un gran homenatge, en el qual van participar més de 3.000 persones que van arribar a la vila.
Al desembre de 1933 va ser admesa en el Col·legi d’Advocats de Pamplona, convertint-se en la segona dona col·legiada a Navarra. Es va presentar com a candidata al Congrés dels Diputats el 1933 per Navarra i Guipúscoa aconseguint 21.119 i 20.049 vots respectivament, insuficients per obteniir l'acta de diputada.
Després de la revolució d'octubre de 1934 en què molts companys van ser detinguts, va ser determinant a aconseguir l'alliberament de Ricardo Zabalza Elorga.
El 1934 es trasllada a Madrid com a Directora del Grup Escolar Rosario de Acuña, a Aluche i és assessora jurídica de la Federación Nacional de Trabajadores de la Tierra de la Unió General de Treballadors. El 1936 és nomenada inspectora interina d'ensenyament primari a la província de Madrid. Membre (i durant part de l'any 1936 presidenta) de la Federació de Treballadors de l'Ensenyament (del sindicat UGT).
Es va casar amb el diputat Amancio Muñoz de Zafra a la fi de 1935. Al febrer de 1936 va ser escollida diputada per Madrid amb 98.099 vots. A les Corts en coincidir amb el seu marit, diputat per Múrcia eren anomenats els Reis Catòlics per asseure's junts i discórrer agafats de la mà pels passadissos, com va relatar Manuel Azaña a les seves memòries. Julia Álvarez va participar al costat de Dolores Ibárruri, en la celebració de la victòria del Front Popular en un míting el 8 de març de 1936 a la plaça de las Ventas de Madrid.
Iniciada la Guerra Civil el seu marit va marxar al front, mentre que el seu oncle Juan Resano, propietari d'una botiga d'ultramarins a Villafranca, va ser humiliat obligant-se'l a insultar la seva neboda i finalment fou afusellat en aquest mateix any, sent una de les Víctimes de la Guerra Civil a Navarra.
El 1937 es convertí en la primera dona que va ocupar el Govern Civil d'una província (Ciudad Real), que era un important bastió de la rereguarda republicana, romanent-hi vuit mesos i catorze dies, de juliol de 1937 a febrer de 1938. El seu cessament va ser a causa dels enfrontaments entre comunistes i socialistes.
Posteriorment, fou jutge interina de Primera Instància i instrucció a Alberic (València). Més endavant, la primera magistrada d'Espanya en ser nomenada magistrada interina del Tribunal Central d'Espionatge i Alta Traïció (del 3 d'agost de 1938 al 3 de setembre de 1938). El setembre del 1938 interrompé aquestes funcions a causa de la greu malaltia del seu espòs, que moria a principis d'octubre a Girona i el substituí en la Diputació permanent de les Corts.
Derrotada la República espanyola, el 28 de març de 1939 passà a l'exili des del port d'Alacant, primer a França i posteriorment a Mèxic. A França va participar en el Servei d'Evacuació de Refugiats Espanyols i en la Unió Nacional Espanyola. Álvarez Resano estava alineada amb la facció minoritària del PSOE liderada per Ramón Lamoneda Fernández i Juan Negrín que propugnava el manteniment de la unitat entre comunistes i socialistes en contraposició a la facció liderada per Indalecio Prieto a Mèxic i que comptava amb la gran majoria del partit, incloent caballeristes i besteiristes. Va dirigir una versió de El Socialista des de Tolosa de Llenguadoc (octubre de 1944 a juliol de 1945). Abandona la Unió Nacional Espanyola l'estiu de 1945. Després de diversos congressos i enfrontaments, la facció de Negrín amb Julia Álvarez al capdavant va ser expulsada del PSOE el 1946 (va ser simbòlicament readmesa el 2008).
Posteriorment passa a Mèxic, on morí el 1948 en el seu despatx d'advocada per una hemorràgia cerebral. A l'Espanya franquista només es va fer una referència a la premsa en el periòdic Lanza de Ciudad Real que deia:
| « | La nostra província a part de tenir la dissort d'haver estat sotmesa al jou roig, va tenir la desgràcia de tenir una governadora marxista. Doncs bé, Julia Álvarez Resano ha mort a Mèxic, segons notícies fidedignes. | » |
| — | |   |

## Reconeixement i memòria
El 2005, un grup de ciutadans li tributaren homenatge a Villafranca i en el XXXVIIè Congrés del PSOE, al 2008, fou readmesa en el partit de manera honorífica. Al 2012, es demanà, amb sis-centes signatures, que es donés el seu nom a una plaça de la localitat, petició que fou denegada pel govern d'UPN.
Al juny de 2016 el ple municipal va donar el seu nom a la Casa Municipal de Cultura; l'1 d'octubre d'aquell any es descobrí una placa a la Casa de Cultura de Villafranca.